# Théâtre antique de Lisbonne
Le théâtre antique de Lisbonne est un édifice de spectacle antique situé à Lisbonne, au Portugal. Daté du Ier siècle, l'édifice est visible sous forme de vestiges archéologiques situés dans la pente sud du château de Saint-Georges, dans la freguesia de Sé à Lisbonne.

## Historique
Le théâtre romain a été construit, au Ier siècle, au temps de l'empereur romain Auguste puis  reconstruit sous le règne de Néron, et ensuite démantelé partiellement sous Constantin. Abandonné au IVe siècle, il est resté enterré jusqu'en 1798, année au cours de laquelle sont découvertes les ruines après le tremblement de terre de 1755.
Les premières fouilles sont mises en œuvre sous la compétence de l'architecte italien, Francisco Xavier Fabri.
Une partie des bancs, de l'orchestre, de la bouche de scène et de la scène et un grand nombre d'éléments ornementaux ont pu être récupérés. Le théâtre a fait l'objet de plusieurs campagnes archéologiques depuis 1967.

## Classement
Ces vestiges ont été classés par l'IGESPAR, comme Immeuble d'Intérêt Public en 1967 (Décret no 47984, D.G. (Diário do Governo) 233, du 6 octobre 1967).